# Archoplites interruptus
Cá pecca Sacramento (tên khoa học Archoplites interruptus) là một loài cá Thái dương (họ Centrarchidae) bản địa acramento-San Joaquin, Pajaro, và các khu vực sông Salinas ở California, nhưng du nhập rộng rãi trong khắp tây Hoa Kỳ.
Môi trường bản địa của loài cá này là các vùng nước chảy chậm có thảm thực vật của các khu vực đầm lầy và hồ. Loài cá này có thể đạt chiều dài tổng thể tối đa 61 cm và trọng lượng tối đa 3,6 kg, và đã có ghi nhận cá thể để sống lâu đến 6 năm.